# Arctosa personata
Arctosa personata är en spindelart som först beskrevs av Ludwig Carl Christian Koch 1872.  Arctosa personata ingår i släktet Arctosa och familjen vargspindlar. Inga underarter finns listade i Catalogue of Life.